# Katschbergpaß
Il Katschbergpaß (1.641 m s.l.m. - Passo di Katschberg) è un valico alpino austriaco che collega la Carinzia con il Salisburghese.
Dal punto di vista orografico il valico separa gli Alti Tauri (nelle Alpi dei Tauri occidentali) dalle Alpi della Gurktal (nelle Alpi di Stiria e Carinzia).
Il valico era già conosciuto ai tempi dei Romani. Oggi il passo è servito dall'Autostrada dei Tauri attraverso il Katschbergtunnel, lungo 5.898 m.
Nei pressi del valico sorge una stazione sciistica.